# دمیتری یازوف
دمیتری یازوف (روسی: Дми́трий Тимофе́евич Я́зов؛ زادهٔ ۸ نوامبر ۱۹۲۴ – درگذشتهٔ ۲۵ فوریه ۲۰۲۰) یک سیاست‌مدار اهل اتحاد جماهیر شوروی سوسیالیستی بود.

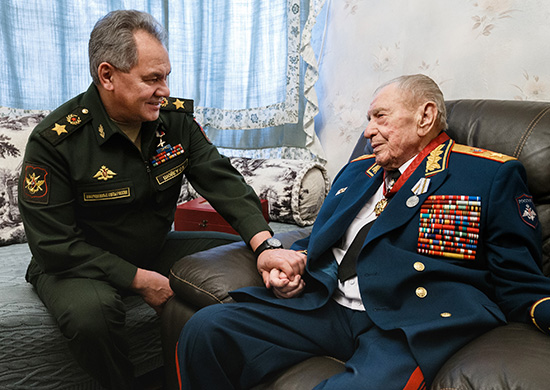
دمیتری یازوف، سه هفته قبل از مرگش در دیدار با سرگئی شویگو، وزیر دفاع روسیه

وی همچنین برنده جوایزی همچون نشان لنین و درجه پرچم سرخ شده‌است.